# Пјана ди Монте Верна (Казерта)
Пјана ди Монте Верна (итал. Piana di Monte Verna) је насеље у Италији у округу Казерта, региону Кампанија.
Према процени из 2011. у насељу је живело 1386 становника. Насеље се налази на надморској висини од 70 м.

## Становништво
| 1931. | 1936. | 1951. | 1961. | 1971. | 1981. | 1991. | 2001. | 2011. |
| ----- | ----- | ----- | ----- | ----- | ----- | ----- | ----- | ----- |
| 2.176 | 2.249 | 2.813 | 2.768 | 2.577 | 2.595 | 2.607 | 2.523 | 2.382 |